# Primula pellucida
Primula pellucida är en viveväxtart som beskrevs av Adrien René Franchet. Primula pellucida ingår i släktet vivor, och familjen viveväxter. Inga underarter finns listade i Catalogue of Life.